# E10 (Ecuador)
Die E10 oder Transversal Fronteriza ist eine Straße in Ecuador. Sie ist eine 453 Kilometer lange Ost-West-Route durch den Norden des Landes von San Lorenzo bis an die Küste nach Puerto El Carmen de Putumayo. Teile der Straße sind unbefestigt.

## Straßenbeschreibung
Die E10 beginnt in der Ortschaft San Lorenzo im äußersten Norden von Ecuador und führt von dort aus nach Osten. Der Teil, der mit der E15 zusammen verläuft, ist gepflastert. Die Route führt durch den Dschungel parallel zur Grenze mit Kolumbien. Die E10 führt im Osten durch tiefe Täler, die von über 4000 Meter hohen Bergen umgeben sind. Ab Salinas verläuft die E10 zusammen mit der E35. Zwischen Salinas und La Paz folgt ein steiler Abschnitt mit Haarnadelkurven und steigt bei Huaca auf über 2900 Meter an.
Durch eine sehr kurvenreiche Bergstrecke entlang der kolumbianischen Grenze führt die E10 nach Südosten und sinkt auf etwa 500 Meter bis Lumbaquí. Es ist unklar, ob die Strecke zwischen Huaca und Lumbaquí asphaltiert ist. Von Lumbaquí nach Nueva Loja ist die E10 mit der E45 doppelt nummeriert und asphaltiert. Die E10 führt dann nach Osten durch den Amazonas-Dschungel und ist bis zu etwa 50 Kilometer östlich von Nueva Loja asphaltiert. Im letzten Teil von Tarapoa nach Puerto el Carmen de Putumayo sind nur Teile gepflastert. In Puerto El Carmen de Putumayo endet die E10 an der Grenze zu Kolumbien am Río Putumayo, über den eine kleine Brücke führt.

## Geschichte
Das Dorf Puerto El Carmen de Putumayo im Amazonas-Dschungel gilt als der abgelegenste Ort in Ecuador. Die E10 verbindet kleinere Städte und Siedlungen und ist deshalb nicht von sehr großem Interesse, ist jedoch die einzige durchgängige Route in dieser Region, abgesehen von den doppelt nummerierten Teilen mit den wichtigen Nord-Süd-Strecken E15, E35 und E45. Die E10 wurde in den 2000er Jahren massiv ausgebaut. Lediglich der östliche Teil und ein Teil der Mitte sind noch von schlechter Qualität.